# Langoš
Langoš ali langaš (madžarsko lángos) je pecivo iz ocvrtega kvašenega testa, tradicionalno v madžarski kuhinji.
Ime izhaja iz madžarske besede láng, »plamen«. Jed izvira iz časov, ko so kruh pekli v domači peči, in so jo nekdaj pripravljali iz ostankov testa iz sklede, v kateri so ga mesili. Ob dnevih, ko se je zakurilo za peko kruha, so se langoši pekli v sprednjem delu še ne popolnoma segrete peči in jedli za zajtrk ali ob kosilu. V maščobi ocvrti langoši so se pojavili v poznih petdesetih letih 20. stoletja in postali priljubljena ulična hrana na Madžarskem in v sosednjih regijah, v novejšem času pa tudi drugod po svetu.
Testo se pripravlja iz moke, mleka, kvasa, sladkorja in soli, novejši recepti vsebujejo tudi pretlačen krompir. Iz vzhajanega testa se oblikujejo kroglice, razvaljajo in ocvrejo na vročem olju. Še topli se natrejo s česnom ali prelijejo s česnovo omako, lahko pa se obložijo tudi z naribanim sirom in kislo smetano ali z najrazličnejšimi drugimi dodatki.
Podobna jed v makedonski in bolgarski kuhinji so mekice, ki ne vsebujejo krompirja, včasih pa se testo pripravlja z jogurtom.